# Radim (district de Kolín)
Pour les articles homonymes, voir Radim.
Radim est une commune du district de Kolín, dans la région de Bohême-Centrale, en République tchèque. Sa population s'élevait à 1 233 habitants en 2018.

## Géographie
Radim se trouve à 3 km au sud-est du centre de Pečky, à 15 km à l'ouest-nord-ouest de Kolín et à 42 km à l'est de Prague.
La commune est limitée par Pečky au nord, par Dobřichov à l'est, par Plaňany et Vrbčany au sud, et par Chotutice à l'ouest.

## Histoire
La première mention écrite de la localité date de 1252.